# Скуратов, Алексей Иванович
Алексей Иванович Скуратов (1709 — после 1765) — русский путешественник и исследователь Арктики. Участник Великой Северной экспедиции.
В 1736—1739 гг. участвовал в работе Двинско-Обского отряда данной экспедиции под руководством С. Г. Малыгина. По итогам экспедиции Малыгиным и Скуратовым была составлена первая карта побережья Баренцева и Карского морей на участке от Архангельска до устья Оби. Протяжённость нанесённого на карту побережья составила около 4 тысяч километров. На этой карте впервые появилось название «Карское море», в память зимовок отряда на реке Каре.
Правнук Скуратова, Сергей Николаевич Тургенев, был отцом всемирно известного писателя Ивана Тургенева.

## Биография
Тульские Скуратовы вели свою родословную от Ивана Скуратова-Бельского, родного брата Малюты Скуратова, правой руки Ивана Грозного. Во второй половине XVI века Иван Скуратов-Бельский руководил работами по укреплению Тульской засечной черты, за что пожалован был вотчиной в Чернском уезде.
В селе Журавино (ныне Большое Скуратово) жили его потомки. Отцу мореплавателя, Ивану Ивановичу, принадлежало более тысячи крестьян, родовая усадьба находилась в Журавине. Здесь родился в 1709 году и провёл детство его сын Алексей, включённый в родословную под № 18. Выйдя в отставку капитаном 2 ранга, он вернулся на родину и остался памятен в селе Журавино тем, что построил на свои средства Рождественскую церковь, сохранившуюся до наших дней. После его смерти за селом закрепилось название Большое Скуратово (в отличие от другого селения того же помещика — Малого Скуратова).
Алексей Иванович Скуратов унаследовал от предков ум и энергию. В 1721 году он поступил в Морскую академию, через пять лет окончил её с отличием и был оставлен при ней для обучения гардемаринов. В том же 1726 году, уже мичманом, послан во Францию для совершенствования в науках. Вернувшись, продолжал преподавать в академии.
В те годы о Северном Ледовитом океане были самые смутные представления, карт северных берегов России ещё не имелось. Мысль об организации экспедиции для обследования Северного морского пути принадлежала Петру I, замысел которого состоял в том, чтобы в устьях больших рек, впадающих в Ледовитый океан, построить корабли и поручить им картографическую съёмку берегов и изучение возможности мореплавания на своём участке. Мысль Петра I получила осуществление лишь после его смерти. В 1732 году сенат утвердил проект Большой Северной экспедиции. Экспедицию возглавил В. Беринг, в её состав вошли шесть морских отрядов для исследования условий плавания в русских владениях от Архангельска до Японских островов. В 1733—1734 гг. Двинско-Обский отряд предпринял попытки разгадать эту загадку, но путь корабля преграждали непроходимые льды. Адмиралтейств-коллегия сочла, что причины неудачи кроются в нерешительности офицеров отряда и изношенности судов. Поскольку вопрос о действительных размерах Ямала ставил под сомнение возможность освоения Северного морского пути, адмиралтейств-коллегия решила предпринять новую попытку. В 1735 году Скуратов был направлен в Северную экспедицию «для подыскания известия… имеется ли проход Северным морем в Китай и Индию». Тогда же командование первого отряда было заменено, в Архангельске построены два новых судна более прочной конструкции — боты «Первый» и «Второй». Их командирами назначили лейтенантов Скуратова и Сухотина, а начальником отряда — лейтенанта Малыгина.
Двинско-Обскому отряду, куда был назначен Скуратов, поручалось пройти на судах из Архангельска в устье Оби, обогнув неведомый тогда Ямал. Район предстоящего плавания не являлся совершенно «белым пятном». Берега Поморья русские начали заселять ещё в древности, на своих ладьях и кочах они плавали на Новую Землю и Шпицберген, где вели промысел морского зверя. Знали они и путь к устью Оби, но достигали его по сухопутью — пересекали южную часть Ямала по рекам и волокам. Многие считали, что Ямал тянется далеко на север и что Новая Земля — его часть, и обогнуть полуостров невозможно. В 1735 году Малыгин отправился в Пустозерск, где зимовали старые суда, а Скуратов и Сухотин — в Архангельск, чтобы принять новые боты. По инструкции, им надлежало летом 1736 года следовать в Печорскую губу в распоряжение Малыгина.
22 июня 1736 года боты «Первый» (командир А. Скуратов) и «Второй» (командир И. Сухотин) оставили Архангельск. Выйдя из Двинского устья, моряки сразу приступили к гидрографическим работам — съёмкам береговой линии, промерам глубин, наблюдениями за ветрами и течениями, взятию проб донного грунта. Так как до условленной встречи с Малыгиным оставалось ещё более месяца, Скуратов и Сухотин успели за это время произвести картографические съёмки Горла Белого моря, острова Моржовец, полуострова Канин, острова Колгуев. 8 августа увидели на горизонте «Обь» Малыгина и в тот же день встретились с нею.
Вести, сообщённые Малыгиным, были неблагоприятны: его судно «Экспедицион» раздавлено льдами и оставлено командой, «Обь» повреждена льдами и находится в аварийном состоянии, идти на нём к Ямалу нельзя. Малыгин решил отправить «Обь» в Архангельск и поручил это Сухотину. Новые суда взяли курс на восток. Командиры решили выяснить размеры Ямала как морским путём, так и сухопутным: боты пойдут вдоль берега полуострова, а по берегу — партия геодезиста Селифонтова, которая будет ставить приметные знаки-гурии для точности съёмки. Но, войдя в пролив Югорский Шар, увидели, что Карское море, насколько хватает глаз, плотно забито льдом. Стояли две недели, надеясь на улучшение ледовой обстановки. Когда появились разводья, рискнули идти вперёд. Разведочная группа шла впереди по льдам, выбирая путь. В первых числах сентября достигли южной части Ямала, и боты повернули на север. Несколько дней шли в тумане на вёслах, но 9 сентября были вновь остановлены непроходимыми льдами. Больше надеяться было не на что — ударили морозы, начиналась зима. Малыгин отдал приказ повернуть назад. Дойдя до устья реки Кары, остановились на зимовку. Конец сентября и октябрь ушли на строительство зимовья. В ноябре в отряд вернулся геодезист Василий Селифонтов и сообщил радостную весть: Ямал не соединяется с Новой Землёй, геодезист прошёл до северной оконечности полуострова, а дальше — море! На берегу им установлены 18 каменных гуриев, для каждого из них определены координаты. Цепь опорных точек для съёмки есть!

Зимовка прошла благополучно. 6 июля 1737 года боты взяли курс на север. Море к тому времени почти очистилось ото льда под напором южного ветра. Плавание шло успешно. 23 июля вошли в пролив между северным берегом Ямала и островом Белый. Этот пролив имеет в длину всего около 50 километров (ныне носит имя Малыгина), но плавание по нему заняло 19 суток: путь судам преграждали бесчисленные мели, сильные встречные ветры и течения. Лишь 12 августа удалось найти выход из пролива. Вскоре подул свежий северный ветер, и боты, обогнув Ямал, на всех парусах вошли в Обскую губу. Задача, поставленная перед отрядом, была успешно выполнена. 
Разместив команды судов на зимовку в Берёзове, Малыгин передал командование отрядом Скуратову и выехал с отчётом в Петербург. Скуратову предстояло провести суда в обратный путь до Архангельска. В конце июня 1738 г. боты покинули Берёзов. Обратный путь занял два года, морякам пришлось пережить много тяжёлых и опасных дней. По выходе в Карское море боты попали в сложную ледовую обстановку.
Лишь к началу сентября обогнули Ямал и приблизились к Карской губе. 5 сентября поднявшийся северный ветер привёл в движение ледяные поля, которые прижали корабли к берегу и выдавили на мель. Понимая, что обстановка грозит гибелью судов и выгрузкой на берег, Скуратов послал людей на поиски ненцев, без помощи которых было не обойтись. В отчаянной борьбе за спасение судов прошло несколько дней. 12 сентября ветер сменился на южный, льды отступили от берега, открыв пространство чистой воды. С огромным трудом моряки сняли боты с мели, отвели на более глубокое место и поставили на якоря. Однако ночью ветер вновь изменил направление, льдина срезала якорный канат на боте «Первом», корабль понесло ветром и стало бить об лёд. Когда стало светать, увидели, что всё кругом забито льдом. «Первый» находился в катастрофическом состоянии: льды разбили форштевень, руль, наружную бортовую обшивку. Весь день прошёл в безуспешной борьбе со льдами. На следующее утро Скуратов приказал покинуть полузатонувший корабль и выгружаться на лёд. К счастью, берег находился недалеко, и с помощью ненцев удалось быстро перенести грузы на сушу. Бот «Второй» отделался небольшими повреждениями и благополучно подошёл к месту разгрузки. Общими усилиями двух команд «Первый» был также подтянут к берегу и спасён от гибели.
Тем временем ненцы доставили чумы и дрова, аварийный лагерь приобретал обжитой вид. Вскоре построили избу. Скуратов оставил в ней пять человек, а с остальными людьми вышел на оленях в Обдорск, за 400 километров. В мае 1739 года они вернулись к кораблям. Почти два месяца занял ремонт судов, лишь в начале июля боты «Первый» и «Второй» взяли курс на пролив Югорский Шар.
Потребовалось 26 дней, чтобы пройти всего 200 километров от Карской губы до выхода из Югорского Шара. 2 августа боты потеряли друг друга в тумане и дальнейшее плавание совершали раздельно. 15 августа 1739 года бот «Первый» под командованием Скуратова прибыл в Архангельск и ошвартовался у Соломбальской верфи. Через десять дней туда же пришел бот «Второй». Ледовое плавание, продолжавшееся четыре навигации, завершилось.
По окончании экспедиции Алексей Иванович Скуратов ещё четверть века служил в Балтийском флоте на кораблях «Астрахань», «Азов», «Пётр». 11 сентября 1762 года он был «за болезнею отпущен в дом до указа» (об отставке) с чином капитана второго ранга. Указ об отставке последовал лишь в 1765 году. Год его смерти не установлен, могила не сохранилась.

## Память
- Село Большое Скуратово (ранее Журавино) в Чернском районе Тульской области — родина мореплавателя.
- Посёлок Станция Скуратово, там же.
- «Лейтенант Скуратов» — парусная баржа вд. 500 т (1893).
- «Лейтенант Скуратов» — портовое судно Балтийского флота (1899—1910).
- «Штурман Скуратов» — арктический челночный танкер, Arc7, проекта 42К. Занимается транспортировкой нефти с терминала «Ворота Арктики».
- Мыс Скуратова на полуострове Ямал в Карском море (мыс описан участниками Великой Северной экспедиции 1733—1743 гг., современное название дано в 1894—1895 гг. по имени лейтенанта А. И. Скуратова)[1].
- Мыс Скуратова (Карском море, у острова Диксон, название дано советскими гидрографами по полуострову Скуратова)[1].
- Пролив Скуратова в между полуостровом Ямал и Белым островом в Карском море.